# Miss Kittin
Miss Kittin (настоящее имя — Каролин Эрве, Caroline Hervé) — французская вокалистка, диск-жокей и музыкант, работающая в жанрах электроклэш и техно.
Родилась в 1973 году во французском городе Гренобль. Наибольшую известность получила после начала совместного творчества с The Hacker; на такие композиции, как «Frank Sinatra», «Stock Exchange», «Rippin Kittin» и «1982», признанные классикой жанра, до сих пор выпускаются ремиксы. В 2004 году Miss Kittin выпустила первый «независимый» альбом под названием «I Com», для которого сама написала и музыку, и тексты.
Стиль Miss Kittin характеризуют тексты агрессивной социальной направленности (анти-гламур, клонирование, критика шоу-бизнеса) и холодная минималистическая музыка, написанная при помощи аналоговых синтезаторов. Многие тексты отличаются некоторым цинизмом и содержанием ненормативной лексики, а тематика в основном, близка к панк-року. Некоторые из таких композиций послужили причиной скандалов — так, например, наследники Фрэнка Синатры после его смерти угрожали судебными разбирательствами за фразу в одноимённой композиции Miss Kittin: «You know Frank Sinatra? He’s dead, ha-ha-ha!»
Miss Kittin работала совместно с такими исполнителями, как The Hacker, Goldenboy, Sven Väth, Steve Bug, Felix Da Housecat, Chicks On Speed, Vitalic и многими другими музыкантами.

## Дискография

### Альбомы
- First Album (совместно с The Hacker) (2001)
- I Com (первый самостоятельный альбом) (2004)
- Mixing Me (2005)
- Batbox (второй соло альбом) (2008)
- Two (совместно с The Hacker) (2009)
- Calling From The Stars (третий соло альбом) (2013)
- Kittin Collection (2016)
- Kittin — Cosmos (2018)
- Kittin, The Hacker — Ostbahnhof (Сингл) (2022)
- Kittin, The Hacker - Third Album (2022)

### Другое
- Electroclash In Berlin Is Burning (микс) (2002)
- On the Road (микс) (2002)
- Or (совместно с Goldenboy) (2002)
- Miss Kittin: Radio Caroline, Vol.1 (микс) (2003)
- First Album [Bonus Tracks] (2004)
- Bugged out Mix (микс) (2006)
- Live at Sonar (микс) (2006)